# フレデリックスバーグ (装甲艦)
CSS フレデリックスバーグ（CSS Fredericksburg）は、南北戦争中のアメリカ連合国海軍の装甲艦。フレデリックスバーグはバージニア州の都市の名前だが、1862年には南軍が勝利したフレデリックスバーグの戦いが行われた場所である。

## 艦歴
フレデリックスバーグは、バージニア州リッチモンドで1862年から1863年にかけて建造された。リッチモンドで建造された装甲艦としては2隻目である。1863年10月には船体は完成し、兵器の搭載を待っていた。1864年3月、最終儀装のためにドルーリー断崖（Drewry's Bluff）に移動し、トーマス・ルーツ（Thomas R. Rootes）中佐が艦長となった。
フレデリックズバーグは、ジョン・ミッチェル（John K. Mitchell）代将を司令官とする南軍ジェームズ川艦隊所属の1隻として、1864年中頃から終戦までジェームズ川で任務に就いた。1864年6月21日、CSS バージニア2世（CSS Virginia II）および他の9隻とともに、トレント・リーチ（Trent's Reach）で北軍艦隊と戦ったが、交戦距離が離れていたため、双方共に損害は軽微であった。同じような小競り合いが、8月、10月、翌年1月にも発生している。1864年4月3日に南軍がリッチモンドから撤退すると、フレデリックスバーグは南軍の手により破壊され、翌日には他の残存艦艇も破壊された。フレデリックスバーグは姉妹艦の約50ヤード上流に沈んでいる。残骸は水深6-15フィートの川底の泥の中に、流れと並行して横たわっている。

## 歴代艦長
歴代艦長は以下の通りである：
- トーマス・ルーツ中佐（1864年3月- 1864年12月）
- フランシス・シェパード（Francis E. Shepperd）大尉（?- 1864年12月28日、1865年1月14日 - 1月25日)
- アルフェウス・バーボット（Alphonse Barbot）。先任士官として艦長代理（1865年2月）

## 参考資料
- Silverstone, Paul H. (2006). Civil War Navies 1855–1883. The U.S. Navy Warship Series. New York: Routledge. ISBN 0-415-97870-X
- Still, William N., Jr. (1985). Iron Afloat: The Story of the Confederate Armorclads (Reprint of the 1971 ed.). Columbia, South Carolina: University of South Carolina Press. ISBN 0-87249-454-3
- この記事はアメリカ合衆国政府の著作物であるDictionary of American Naval Fighting Shipsに由来する文章を含んでいます。 記事はここで閲覧できます。